# Deuterixys patro
Deuterixys patro är en stekelart som först beskrevs av Nixon 1965.  Deuterixys patro ingår i släktet Deuterixys och familjen bracksteklar. Inga underarter finns listade i Catalogue of Life.